# Fontenelle (Côte-d’Or)
Fontenelle ist eine französische Gemeinde mit 169 Einwohnern (Stand: 1. Januar 2022) im Département Côte-d’Or in der Region Bourgogne-Franche-Comté (vor 2016 Bourgogne). Sie gehört zum Arrondissement Dijon und zum Kanton Saint-Apollinaire.

## Geographie
Fontenelle liegt etwa 42 Kilometer nordöstlich von Dijon. Der Canal de Bourgogne begrenzt die Gemeinde im Osten.
Nachbargemeinden von Fontenelle sind Fontaine-Française im Norden und Osten, Licey-sur-Vingeanne im Süden, Dampierre-et-Flée im Süden und Südwesten sowie Bourberain im Westen.

## Bevölkerungsentwicklung
| Jahr                       | 1962 | 1968 | 1975 | 1982 | 1990 | 1999 | 2006 | 2013 | 2019 |
| -------------------------- | ---- | ---- | ---- | ---- | ---- | ---- | ---- | ---- | ---- |
| Einwohner                  | 158  | 147  | 130  | 116  | 109  | 104  | 127  | 157  | 170  |
| Quellen: Cassini und INSEE |      |      |      |      |      |      |      |      |      |

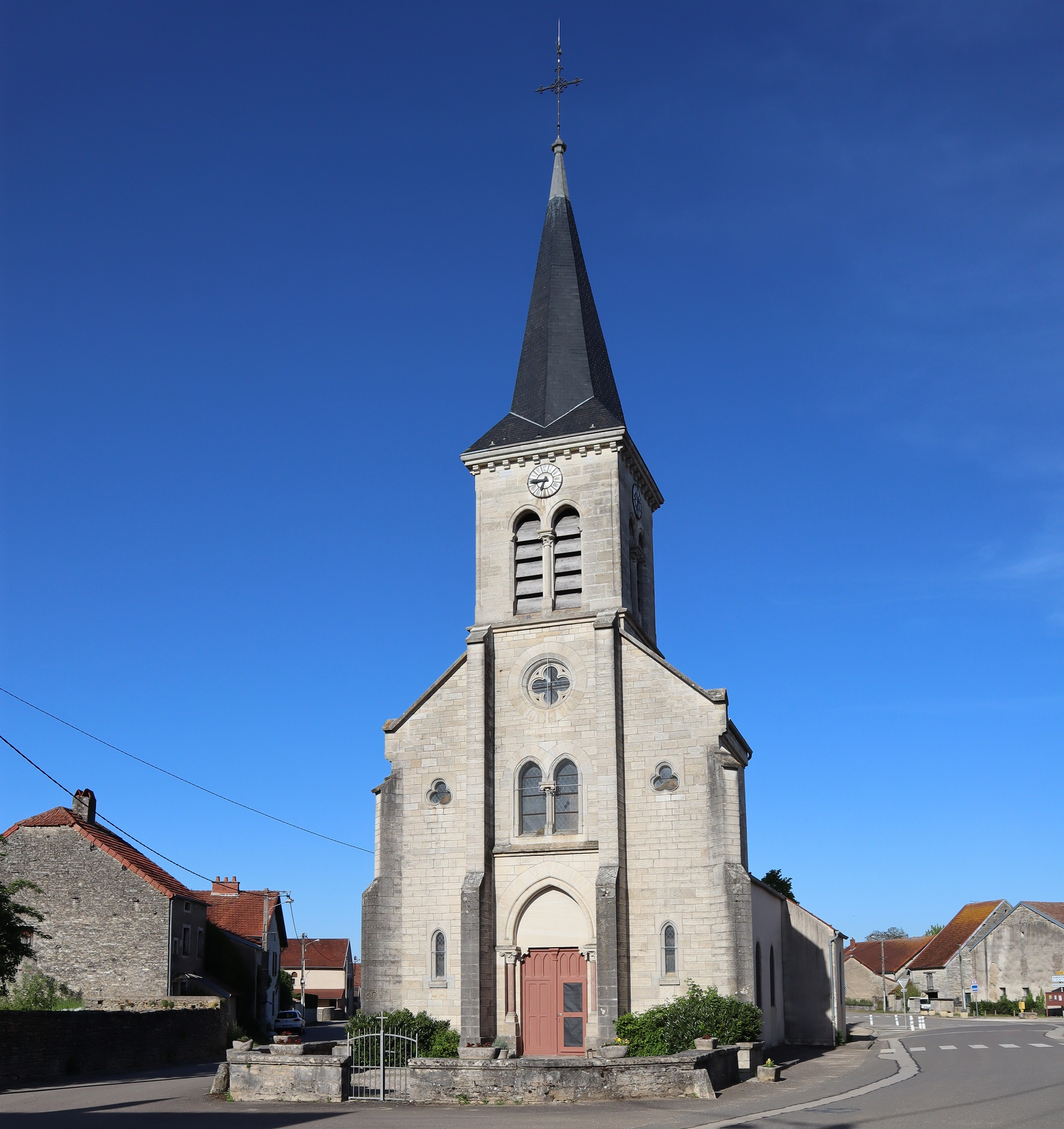
Kirche Saint-Sulpice
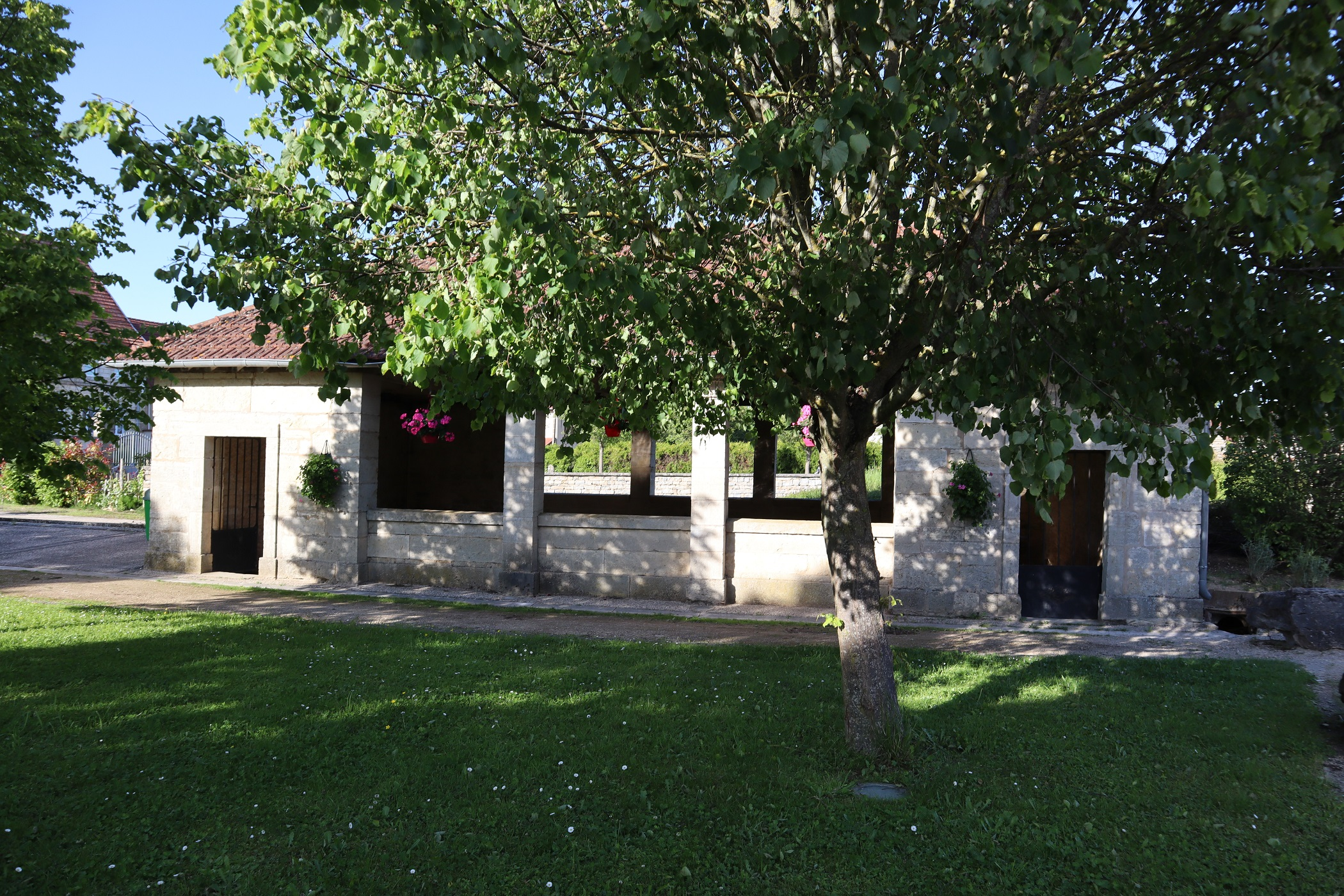
Ehemaliges Waschhaus
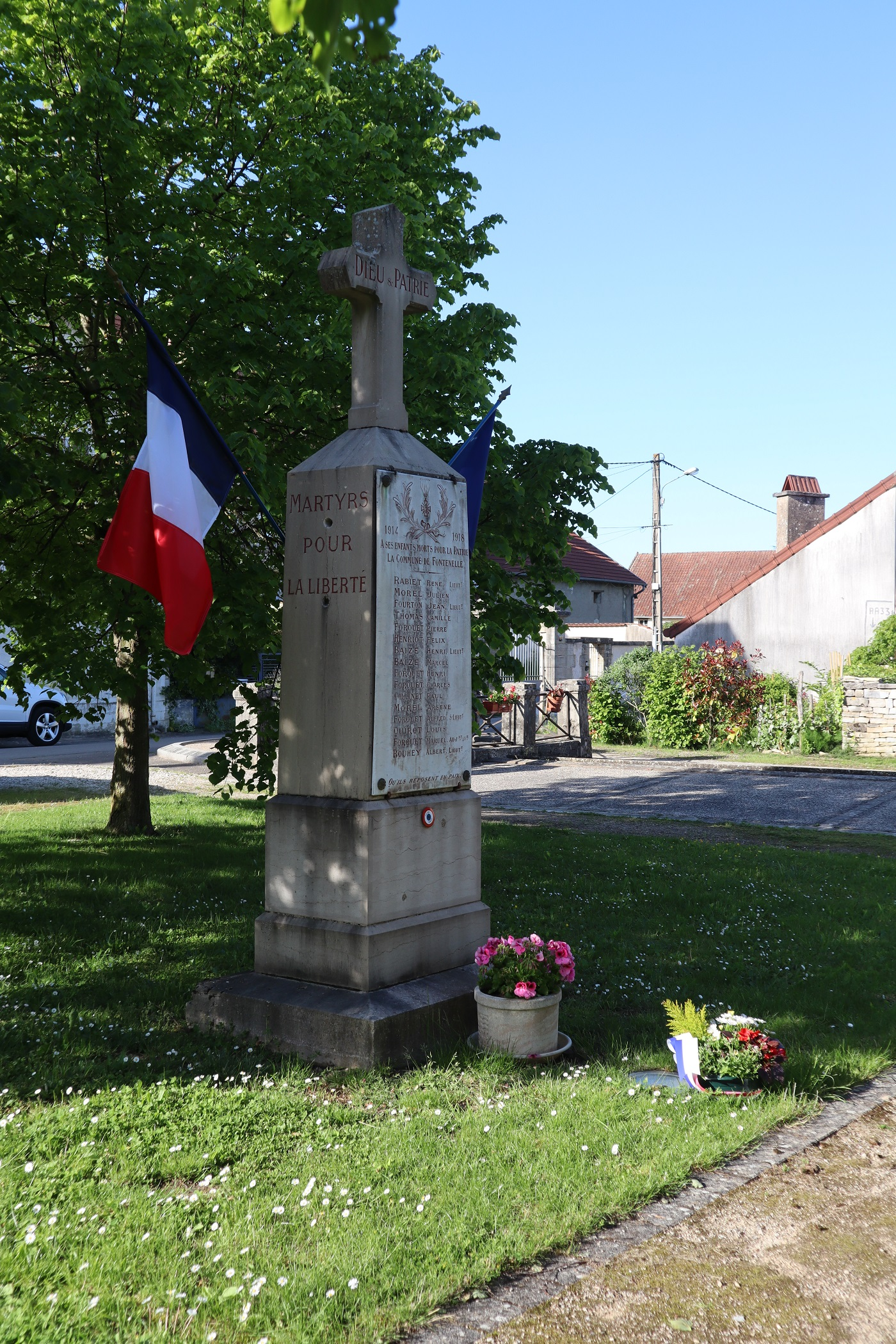
Gefallenendenkmal